# Sarah (bande dessinée)
Pour les articles homonymes, voir Sarah.
Sarah est une série de bande dessinée fantastique franco-belge écrite par Christophe Bec et dessinée par Stefano Raffaele, mise en couleur par Bertrand Denoulet, éditée par Dupuis dans la collection Repérages en 2008. La série sera reprise en 2013 par Les Humanoïdes Associés qui proposera, après la réédition des tomes 1 et 2, un tome 3 inédit prévu pour la rentrée.
Cette série comprend une trilogie en un cycle avec même titre Les Enfants de Salamanca et un diptyque pour le second cycle.

## Description

### Synopsis
Souffrant de traumatismes qu'elle avait subis par un tueur en série pédophile, Sarah Stevenson a quitté son métier d'avocate à New York pour suivre son mari David à Salamanca afin qu'elle oublie des souvenirs douloureux vécus à l'âge de ses six ans. Sous antidépresseurs, elle se sent épiée dans sa nouvelle maison bien que, première nuit passée, leur cuisine est sauvagement saccagée et, en pleine journée, un plombier venu réparer la chaudière en panne quitte soudain le demeure avec frayeur. La curiosité mène Sarah dans un nouveau cauchemar, à commencer par l'étrange maison voisine…
Ce n'est pas tout, pourtant. La ville de Salamanca, comme ses habitants, n'est ni très accueillante ni très sympathique et cache un terrible secret, vu que le crime atrocement inhumain ne cesse d'empirer…

### Personnages
- Sarah Stevenson souffre de crises d'angoisse chroniques et de phobies par suite de kidnapping et de sévices subis par un tueur en série pédophile nommé Le Jardinier à l'âge de ses six ans. Elle était avocate de New York, métier qu'elle a dû quitter pour suivre son mari David à Salamanca, une petite ville perdue au fond de la forêt nationale d'Allegheny au nord-ouest de la Pennsylvanie des États-Unis. Entre-temps, ayant obtenu un test de grossesse, elle a la confirmation qu’elle est enceinte.
- Kelly, une amie imaginaire de Sarah, était réelle avant d'être tuée par Le Jardinier dans une petite pièce sombre juste à côté de celle de Sarah avec qui elle communiquait constamment à travers le mur.
- Joey Westmore, fils de Graeme et Addie Westmore, a été interné très jeune, treize ans auparavant pendant six mois, à S. Julian Asylum à Rochester, Sea Breeze en raison de ses crises de démences d'une extrême violence. Les examens révélés, son anatomie est à la fois étonnante et effrayante : ses yeux en permanence comme injectés de sang souffrent de conjonctive, ses dents sont pointues comme qui diraient des crocs canins et ses ongles repoussent tellement vite qu'on doit lui les limer deux fois par jour.
- David Stevenson, garde forestier, travaille à l'Agriculture Forest Service (AFS)
- Shep Gordon, docteur de S. Julian Asylum à la retraite, s'est entièrement occupé de Joey Westmore malgré les événements vécus.
- Graeme Westmore, père de Joey, souffre d'infertilité. C'est d'ailleurs chez qui Sarah découvre un portrait familial qui montre leur fils au regard effrayant. Il passe plus de temps à chasser les animaux comme les castors qu'il range dans son abattoir.
- Shérif Mc Kimson de la Salamanca County a un caractère assez fort pour taire le passé de sa petite ville et ses habitants.
- Addie Westmore, épouse de Graeme, s'est plongée dans une terrible dépression concernant la situation maléfique de son fils Joey, ce qui explique son poids énorme et le fait qu'elle soit clouée sur un fauteuil sous lequel a été placée une baignoire pour recueillir ses besoins. Elle en est morte dans le second tome.
- Gualager, responsable de l'incendie forestière à Salamanca et de la mort d'Alfred Mc Kimson, père du shérif Mc Kimson, est tué par ce dernier.
- Le Jardinier, tueur en série pédophile aux bottes jaunes que l'on aperçoit dans chaque tome au moment où Sarah revoit le passé.

## La série

### La genèse
Profondément marqué, Christophe Bec avait découvert une photographie dans un magazine démontrant un adolescent chinois attaché par une chaîne dans une cave depuis des années, il avait fait sa croissance autour des chaînes qui l’entravaient. Visiblement, il était fou et dangereux, et c’est le seul moyen qu’avaient trouvé ses parents pour éviter ses crises de démences, qu’il s’en prenne à des gens. Sur les parois de la cave, il avait écrit partout le mot « Liberté ». C'est pour cette raison qu'il en a parlé avec son ami Stéphane Betbeder — coscénariste de Bunker — et, ensemble, à cet instant-là, ont vite songé un film ou une bande dessinée d'horreur dans lequel ils ont ajouté en écrivant un petit traitement, une sorte de chemin de fer, les prémices de l’histoire qu’allait devenir Sarah.
Quant au traitement, il l'avait depuis longtemps en tête et, avec le désir de réaliser une bande dessinée d'épouvante à la Stephen King, est vite revenu à ce script qu'il travailla à nouveau pour mettre en plus des éléments supplémentaires approfondissant l'histoire comme la relation imaginaire entre Sarah Stevenson et Kelly ainsi que la psychologie des personnages, l'environnement et ses intentions dans lesquels le directeur de collection chez Dupuis Daniel Bultreys l'avait poussé d'aller plus loin possible.

### À la recherche du dessinateur
La plus grosse difficulté était de trouver un dessinateur idéal malgré les essais de différents artistes n'ayant guère convaincus Christophe Bec. Ce dernier, à l'origine, avait déjà pensé à Stefano Raffaele, avec qui il avait travaillé sur la série Pandemonium (2007), mais qui n'était pas disponible. Étant donné que Les Humanoïdes Associés traversent la crise en 2008, le dessinateur s'était trouvé sans emploi alors qu'il se penchait sur le second tome de Pandemonium. La recherche terminée, c'est Stefano Raffaele que j’ai trouvé mon parfait alter ego, j’ai parfois le sentiment qu’il est dans ma tête, tant il parvient à concrétiser sur la page ce que j’ai en tête !, dixit Christophe Bec.

### Clin d'œil
La couverture du premier tome, représentant un sombre milieu forestier perdu dans le brouillard nocturne dans lequel apparait visiblement une petite silhouette vivante exposée sous le clair de lune, rappelle pourtant l'affiche d'un film argentin El Aura de Fabián Bielinsky originellement sorti en septembre 2005.

## Postérité

### La vente, le succès
Sarah a reçu de bonnes critiques et a été bien accueilli par les lecteurs, le premier tome s'étant vendu à quinze mille exemplaires.
Sarah a été nommé par de nombreux critiques. Le site Auracan a ainsi écrit : « Christophe Bec fait très fort en tissant un récit à la Stephen King, servi par ie le graphisme fort efficace de Stefano Raffaele ». 
BD Zoom qualifie le titre de « bande dessinée d’épouvante à la Stephen King, dont l’oppression de la narration est fort justement équilibrée par la psychologie fouillée des personnages. Christophe Bec Utilise au mieux le talent expressif d’épouvante du dessinateur italien, qui trouve ici un solide récit à illustrer dans une gamme qu’il maîtrise parfaitement. Talentueux et Effrayant ! » et le magazine Avant-Première écrit : « Dans le registre de la peur, jamais série de bande dessinée n'avait placé la tension si haut ».

### L'intequalifié le titre de «partiale
Annoncé dans son blog personnel du 24 mai 2011, Christophe Bec est informé par les éditions Dupuis qu'unilatéralement, ne souhaitent plus publier le troisième tome de cette série en raison de mauvaises ventes, ce qui fait révolter les lecteurs dans le forum de BD Gest'. Mécontent, il dira : « Il est hors de question que la série Sarah s'arrête là et qu'elle ne redémarre pas et soit terminée chez un autre éditeur, je vais donc me battre pour cela. ».
Toujours sur son blog du 23 décembre 2011, le scénarisee déclare de. Lenes nouve les : Les Humarédige noïdes Associés achètent la série dans le but de réimprimer les deux tomes, en attendant le troisième.

### La collectionRepérages
Christophe Bec et Stefano Raffaele ont été marqués  par le départ de Daniel Bultreys, directeur de la collection Repérages, qui s'est séparé des éditions Dupuis le 26 janvier 2009, ce qui explique l'absence du logo dans le second tome du premier cycle.

« Le départ de Daniel Bultreys m’attriste aussi grandement. Il avait repris en cours avec disponibilité et compétence la série Bunker que j’avais entamé depuis quelque temps chez Dupuis. J’avais peu à peu découvert quelqu’un de très à l’écoute des auteurs, de très attentionné et bienveillant. Je lui dois aussi beaucoup sur la série Sarah dont il a grandement participé à la gestation du scénario, c’était un lecteur attentif avec des conseils toujours avisés. »

— Christophe Bec.
La collection actuelle depuis la sortie du second tome en 2010 est désormais Grand Public.

## Albums

### Publications en français
Originales
- 1 Les Enfants de Salamanca, première partie, Dupuis, Repérages, 2008
Scénario : Christophe Bec - Dessin : Stefano Raffaele - Couleurs : Bertrand Denoulet - (ISBN 978-2-8001-4077-3)
- 2 Les Enfants de Salamanca, deuxième partie, Dupuis, Grand Public, 2010
Scénario : Christophe Bec - Dessin : Stefano Raffaele - Couleurs : Bertrand Denoulet - (ISBN 978-2-8001-4407-8)
- 3 Les Démons de Little Valley, Les Humanoïdes Associés, Grand Public, 2013
Scénario : Christophe Bec - Dessin : Stefano Raffaele - Couleurs : Bertrand Denoulet - (ISBN 978-2-7316-3333-7)

Rééditions chez Les Humanoïdes AssociésLes couvertures sont redessinées par Jaouen.
- 1 Les Ombres de Salamanca, Les Humanoïdes Associés, mai 2013
Scénario : Christophe Bec - Dessin : Stefano Raffaele - Couleurs : Bertrand Denoulet - (ISBN 978-2-7316-9026-2)
- 2 La Créature de la cave, Les Humanoïdes Associés, juin 2013
Scénario : Christophe Bec - Dessin : Stefano Raffaele - Couleurs : Bertrand Denoulet

### Publications en langue originale
Belgique, en néerlandais
- 1 De kinderen van Salamanca, Deel een, Dupuis, Spotlight, 2008
Scénario : Christophe Bec - Dessin : Stefano Raffaele - Couleurs : Bertrand Denoulet - (ISBN 978-9-0314-2932-5)

Italie
- 1 I Bambini di Salamanca, parte prima, Comma 22, Collana Dark, 2009
Scénario : Christophe Bec - Dessin : Stefano Raffaele - Couleurs : Bertrand Denoulet - (ISBN 978-8-8650-3009-7)